# Alessandro Santoni
Alessandro Santoni (* 19. června 1996 Riva del Garda) je italský reprezentant ve sportovním lezení, mistr Itálie, juniorský mistr světa a juniorský vicemistr Evropy v lezení na rychlost.

## Výkony a ocenění
- 2011: mistr Itálie, vítěz Evropského poháru juniorů
- 2012: juniorský vicemistr Evropy
- 2013: juniorský mistr světa, vítěz Evropského poháru juniorů
- 2014: bronzová medaile ze světového poháru, juniorský vicemistr Evropy, vítěz Evropského poháru juniorů
- 2012-2015: vicemistr Itálie
- 2015: devátý na mistrovství Evropy

### Závodní výsledky
| Mistrovství světa | Mistrovství světa | Mistrovství světa | Mistrovství světa |
| Rok               | 2014              | 2016              | 2018              |
| ----------------- | ----------------- | ----------------- | ----------------- |
| Rychlost          | 21                | 33                |                   |

| Světový pohár | Světový pohár | Světový pohár | Světový pohár | Světový pohár       | Světový pohár        | Světový pohár      |
| Rok           | 2013          | 2014          | 2015          | 2016                | 2017                 | 2018               |
| ------------- | ------------- | ------------- | ------------- | ------------------- | -------------------- | ------------------ |
| Rychlost      | 33-35         | 12            | 28-29         | 16                  | 12                   | 19                 |
| jednotlivě*   | ,13,          | ,,6,          | ,11,          | ,18,26,9,21,9,22,11 | ,23,19,6,7,17,15,19, | ,16,17,14,24,31,10 |
| Bouldering    | —             | —             | —             | —                   | —                    | 0                  |
| jednotlivě*   | —             | —             | —             | —                   | —                    | ,69,               |

* poznámka: nalevo jsou poslední závody v roce
| Mistrovství Evropy | Mistrovství Evropy | Mistrovství Evropy | Mistrovství Evropy |
| Rok                | 2013               | 2015               | 2017               |
| ------------------ | ------------------ | ------------------ | ------------------ |
| Rychlost           | 19                 | 9                  | 13                 |

| Mistrovství Itálie | Mistrovství Itálie | Mistrovství Itálie | Mistrovství Itálie | Mistrovství Itálie | Mistrovství Itálie |
| Rok                | 2011               | 2012               | 2013               | 2014               | 2015               |
| ------------------ | ------------------ | ------------------ | ------------------ | ------------------ | ------------------ |
| Rychlost           | 1                  | 2                  | 2                  | 2                  | 2                  |

| Mistrovství světa juniorů | Mistrovství světa juniorů | Mistrovství světa juniorů | Mistrovství světa juniorů | Mistrovství světa juniorů |
| Rok                       | 1995 kat. B               | 2011 kat. B               | 2013 kat. A               | 2014 junioři              |
| ------------------------- | ------------------------- | ------------------------- | ------------------------- | ------------------------- |
| Rychlost                  | 3                         | 3                         | 1                         | 3                         |

| Mistrovství Evropy juniorů | Mistrovství Evropy juniorů | Mistrovství Evropy juniorů |
| Rok                        | 2012 kat. A                | 2014 junioři               |
| -------------------------- | -------------------------- | -------------------------- |
| Rychlost                   | 2                          | 2                          |

| Evropský pohár juniorů | Evropský pohár juniorů | Evropský pohár juniorů | Evropský pohár juniorů | Evropský pohár juniorů |
| Rok                    | 2011 kat. B            | 2012 kat. A            | 2013 kat. A            | 2014 junioři           |
| ---------------------- | ---------------------- | ---------------------- | ---------------------- | ---------------------- |
| Rychlost               | 1                      | 2                      | 1                      | 1                      |
| jednotlivě* (6/4/2)    | ,,-                    | ,,-,5                  | ,                      | ,                      |

* poznámka: nalevo jsou poslední závody v roce